# 坂口千夏
坂口 千夏（さかぐち ちなつ、1976年8月7日 - ）は、フリーアナウンサー。

## 人物
長野県上田市出身。長野県上田高等学校を経て、1999年に日本大学藝術学部放送学科を卒業。同年に青森朝日放送へ入社。八波一起のTVイーハトーブ、朝だ!生です旅サラダの青森担当レポーターなどを歴任した。2004年4月に退職し、その後は地元の長野へ戻り長野朝日放送、長野エフエム放送で番組を務めていた。その後はフリーアナウンサーとして活動し、千葉県→古巣の青森県で活動する。

## 出演経歴

### 現在出演中の番組
エフエム青森
- Ao-Mor-Ning（2020年4月 - ）

### 過去の出演
エフエム青森
- Radio City AugA（2013年5月 - 2014年3月）

青森朝日放送
- スーパーJチャンネルABA
- マサックのスーパー実験室
- 八波一起のTVイーハトーブ（東日本放送を中心に、東北・テレビ朝日系各局共同制作） - 青森担当レポーター
- 朝だ!生です旅サラダ（朝日放送系） - 青森担当レポーター

長野朝日放送
- 平成21年度 信州大学放送公開講座（2010年1月23日 - 2月27日：全6回）
- 炎de料理ショー

千葉テレビ放送
- ニュースChiba - 2010年2月-3月、日曜日を担当
- NEWSチバ600（土18:25 - 18:30、日18:01 - 18:10） - 2010年4月-2011年3月、土曜日・日曜日を担当

土曜日は2010年4月以降担当することになり、下記『熱血BO-SO TV』内の1コーナーとして放送していた（18:00 - 18:10頃）。
- 熱血BO-SO TV（2010年4月3日 - 2010年10月2日） - 上記『NEWSチバ600』のキャスター及び一部コーナーへの出演。『熱血-』は八波一起が司会を務めており、『八波一起のTVイーハトーブ』以来の共演ともなっていた。
- 千葉県内市町村選挙特番のキャスター（概ね日曜日の23:30-24:00）

2010年-2011年3月まで担当していたが、2011年2月13日の勝浦市長選挙特番のみ、チバテレアナウンサーの笠井さやかが担当した
- 参議院選挙特番のキャスター（2010年7月11日、22:00-22:30及び23:30-24:00）